# Occupy Movement

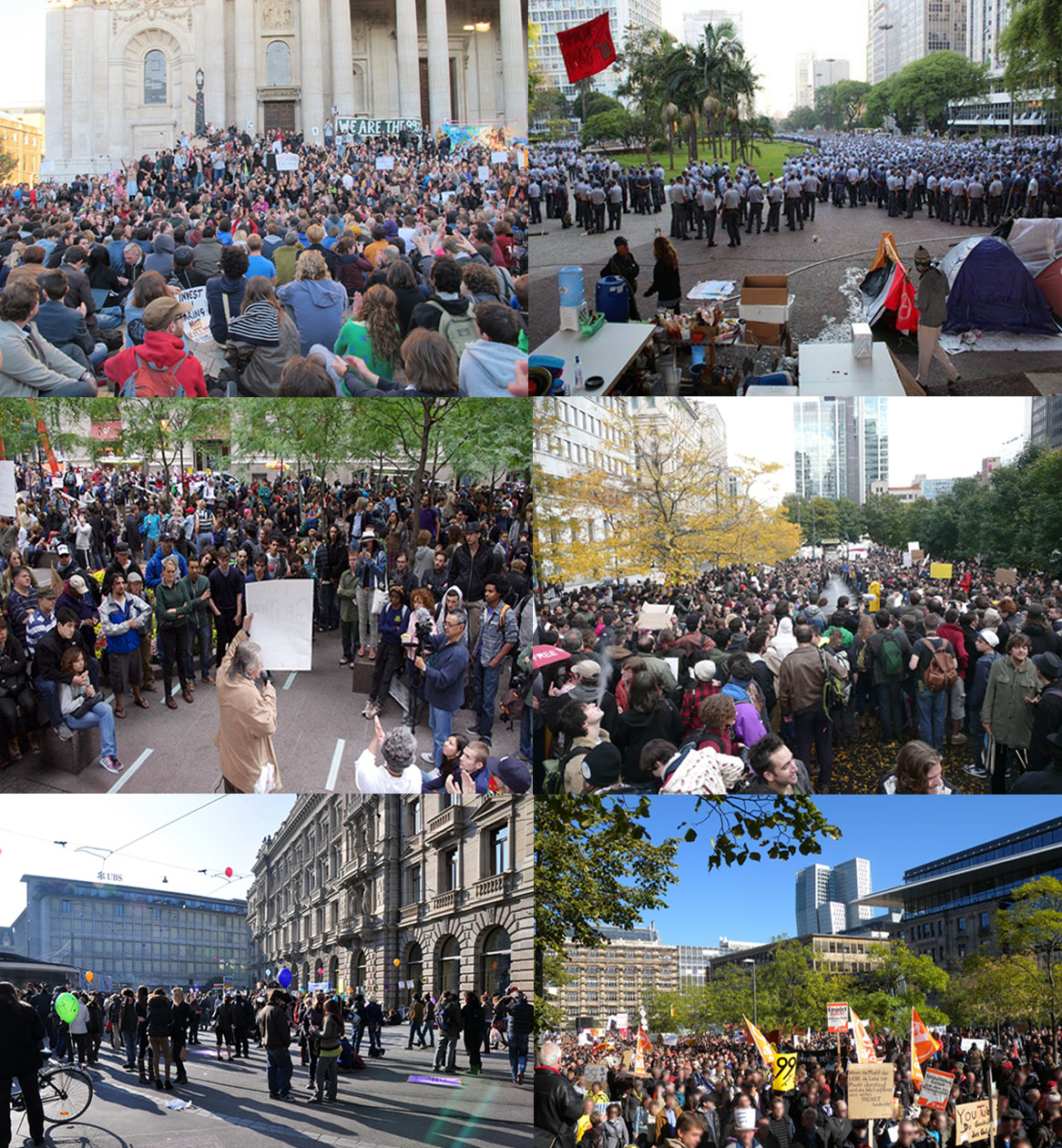
Occupy Movement, 15 ottobre 2011

L'Occupy Movement (in italiano: Movimento di occupazione) è un movimento di protesta internazionale che si rivolge soprattutto contro la disuguaglianza economica e sociale.
La prima occupazione di protesta a ricevere un'ampia copertura mediatica fu l'Occupy Wall Street nello Zuccotti Park di New York, che ha avuto inizio il 17 settembre 2011. Dal 9 ottobre le occupazioni di protesta hanno avuto luogo o sono ancora in corso in oltre 95 città di 82 paesi in tutto, e di oltre 600 comunità negli Stati Uniti.
Alla fine del 2011 la pagina Meetup "Occupiamo Insieme" ha elencato 2.760 comunità promotrici di Occupazioni in tutto il mondo. Il movimento ha iniziato a dicembre 2011 ad utilizzare i QRpedia sui manifesti delle campagne di protesta.

## Proteste

### Italia
Anche in Italia è stato organizzato un appuntamento in occasione della giornata mondiale di protesta Occupy the World. Il 15 ottobre 2011, circa 200.000 persone si sono riunite a Roma per protestare contro la disuguaglianza economica e l'influenza della Commissione europea, la Banca centrale europea e il Fondo monetario internazionale sulle politiche economiche nazionali. Lo stesso giorno della manifestazione di Roma alcune proteste si sono verificate anche in altre città italiane.
Durante il corteo a Roma si sono verificati violenti scontri tra forze dell'ordine e una parte dei manifestanti. In Piazza San Giovanni si è avuta una guerriglia urbana durata fino alle prime ore serali, con conseguenti ingenti danni sia alla piazza che alle vie laterali nelle vicinanze. Anche la Chiesa dei Santi Marcellino e Pietro al Laterano è stata danneggiata ed una statua rubata dal suo interno e distrutta in mezzo alla strada.
Il totale dei danni calcolati ammonta ad oltre un milione di euro.. Il conto dei feriti negli scontri è di 135 persone, di cui 5 agenti di polizia (alcuni anche con feriti gravi), e alcuni operatori televisivi.. Venti persone sono state arrestate in relazione agli scontri.
Alcuni manifestanti pacifici hanno occupato la Piazza di Santa Croce in Gerusalemme iniziando un sit-in chiamato Accampata Roma.
Sul modello dell'esperienza americana il 31 marzo 2012 viene organizzata un corteo nazionale denominato Occupyamo Piazza Affari terminato proprio davanti alla sede della Borsa.